# Elvira Madigan (película de Poul Erik Møller Pedersen)
Elvira Madigan es una película danesa dirigida por Poul Erik Møller Pedersen y estrenada en 1967.

## Sinopsis
Cuenta la historia de amor entre Elvira Madigan (Anne Mette Michaelsen) y el conde Sixten Sparre (Søren Svejstrup).